# Hollywood Thrill-Makers
Hollywood Thrill-Makers – amerykański film akcji z 1954 roku w reżyserii Bernarda B. Raya.

## Obsada
- James Gleason jako Risky Russell
- William Henry jako Dave Wilson
- Jean Holcombe jako Joan Cummings
- James Macklin jako Bill Cummings
- Diana Darrin jako Marion Russell
- Robert Paquin jako kamerzysta
- Janet Clark jakos Gladys
- Jack George jako Carl Von Snidenhousen
- George Sherwood jako członek ekipy filmowej
- Fred Kohler Jr. jako członek ekipy filmowej
- Daine Frankel jako Nancy Wilson
- Linda Heidt jako kobieta